# Янув (гмина, Сокульский повет)
Янув (пол. Janów) — сельская гмина (волость) в Польше, входит как административная единица в Сокульский повет, Подляское воеводство. Население — 4469 человек (на 2004 год).

## Демография
| Перепись                       | Всего   | Всего | Женщины | Женщины | Мужчины | Мужчины |
| ------------------------------ | ------- | ----- | ------- | ------- | ------- | ------- |
| Единицы                        | человек | %     | человек | %       | человек | %       |
| Население                      | 4469    | 100   | 2238    | 50,1    | 2231    | 49,9    |
| Плотность населения (чел./км²) | 21,5    | 21,5  | 10,8    | 10,8    | 10,7    | 10,7    |

## Поселения
1. Бялоусы
2. Бжозове-Блото
3. Будно
4. Будзиск-Багно
5. Будзиск-Стружка
6. Хоронжыха
7. Цесниск-Малы
8. Цесниск-Вельки
9. Цимошка
10. Чертеж
11. Домбрувка
12. Францкова-Буда
13. Габрылевщызна
14. Гелозиха
15. Янув
16. Ясёнова-Долина
17. Каменица
18. Кизеляны
19. Кизелевщызна
20. Кладзево
21. Красне
22. Кумялка
23. Куплиск
24. Квасувка
25. Лубянка
26. Мархелювка
27. Новокольно
28. Нововоля
29. Новы-Янув
30. Острынка
31. Подбудно
32. Подлубянка
33. Подтшчанка
34. Пшиставка
35. Рудавка
36. Ситавка
37. Ситково
38. Скидлево
39. Сорочи-Мостек
40. Соснове-Багно
41. Студзеньчина
42. Щуки
43. Теолин
44. Трофимувка
45. Тшчанка
46. Василювка
47. Зелёны-Гай

## Соседние гмины
1. Гмина Домброва-Белостоцка
2. Гмина Чарна-Белостоцка
3. Гмина Корыцин
4. Гмина Сидра
5. Гмина Сокулка
6. Гмина Суховоля